# Ђанфранко Леончини
Ђанфранко Леончини (итал. Gianfranco Leoncini; 25. септембар 1939 — 5. април 2019) био је италијански фудбалер који је играо на позицији везног играча.
Највећи део каријере провео је у Јувентусу где је освојио три Серије А и три Купа Италије.
За репрезентацију Италије одиграо је две утакмице од којих је једна била на Светском првенству 1966.
Након играчке каријере био је тренер Аталанте на три утакмице.

## Успеси
Јувентус
- Серија А: 1959/60, 1960/61, 1966/67.
- Куп Италије: 1958/59, 1959/60, 1964/65.